# Kurt Huhnholz

Kurt Huhnholz

Kurt Huhnholz (* 31. Januar 1906 in Erfurt; † 25. April 1987 in Lübeck) war ein deutscher Politiker (NSDAP).

## Leben und Wirken
Nach dem Besuch der Volksschule und der Mittelschule besuchte er die Berufsschule für Handwerker, wo er zum Zimmermann ausgebildet wurde. Danach besuchte er die Staatliche Preußische Baugewerkschule in Erfurt, an der er im Sommer 1926 sein Ingenieursexamen bestand. 
In den ersten Jahren seines Arbeitslebens war er im Eisenbahnbau in Thüringen beschäftigt. Im Jahr 1928 stieg er beim Tiefbauamt der Stadt Glogau in Niederschlesien ein. Zum 1. April 1929 trat er der NSDAP bei (Mitgliedsnummer 124.952). Vom 20. April 1932 bis zur Auflösung dieser Körperschaft im Oktober 1933 war Huhnholz Mitglied des Preußischen Landtags. Am 6. April 1933 wurde Huhnholz zum Staatskommissar bei der Kommunalverwaltung Glogau ernannt. In Glogau übernahm er am 1. November 1933 die Leitung des Kreisbauamtes. Von November 1933 bis zum März 1936 saß Huhnholz zudem als Abgeordneter für den Wahlkreis 8 (Liegnitz) im nationalsozialistischen Reichstag. Im Zuge einer Neuordnung des Straßenwesens, durch die Straßen an die Provinzialverwaltung Schlesien abgegeben wurden, wurde Huhnholz am 1. April 1939 mit der Leitung des Landesstraßenamtes in Steinau an der Oder beauftragt und zum Provinzialbaurat ernannt. In dieser Position arbeitete er bis zu seiner Vertreibung aus Schlesien.
Ab 1946 arbeitete er in Schleswig-Holstein wieder im Straßenbau. Er war bis 1953 im nördlichen Landesteil und an der Westküste Schleswig-Holsteins tätig. Ab dem 1. Januar 1954 war er Prokurist und Leiter der Zweigniederlassung der Kemna Bau Andreae & Co. KG. in Lübeck. Huhnholz war Mitbegründer der Vereinigung der Straßenbau- und Verkehrsingenieure in Schleswig-Holstein sowie der Bundesvereinigung der Straßenbau- und Straßenverkehrsingenieure. Er war Geschäftsführer dieser Vereinigung in Schleswig-Holstein. Im Wirtschaftsverband Bauindustrie Schleswig-Holstein war er als Vorstandsmitglied tätig.